# 韓達拉
韓達拉（阿拉伯语：حنظلة）是由巴勒斯坦卡通畫家納吉·阿里所創造的漫畫角色，他常於納吉·阿里繪製的政治漫畫裡串場，並被視為影射巴勒斯坦在國際間所處困境的代表。

## 背景
此角色最初於1969年期間科威特的報紙《Al-Siyasa》上登場。身份上韓達拉是個10歲巴勒斯坦小男孩、以難民的身份活著、並且穿着破舊的衣裳及赤裸著雙腳。而他的名字在阿拉伯語則有「苦澀」的含義。
在1973年後納吉·阿里開始將他的姿態弄成總是雙手於背後交叉、背對著讀者不讓人看見他的情緒、像是旁觀者般地站著。而他交叉的雙手，被視為對於外界向巴勒斯坦所作出的干涉；所展現的一種拒絕態度。

## 評價
作者納吉·阿里生前認為韓達拉是代表著能保護他性格不陷入墮落的一種象徵，並且是個永遠朝向巴勒斯坦的指南針。而美國前總統歐巴馬在會見以色列總理納坦尼雅胡時表示著韓達拉反應出巴勒斯坦人內心深厚的遺棄感。

## 引用
在2009年發生的伊朗綠色革命中，在網路上有流傳著繪製韓達拉圍著綠色圍巾圖示；作為支持行動的象徵。

## 圖集
- 位於拿撒勒一處繪有韓達拉的街頭圖示。
- 巴勒斯坦裡繪有韓達拉的圍牆。
- 由巴西卡通畫家卡洛斯·拉特福所創作；韓達拉與2011年遭殺害的義大利人權運動者維多里歐·艾里格尼一同攜手前進的圖畫。

## 外部連結
- WHO IS HANDALA? （页面存档备份，存于）（英文）